# Skirden Beck
Der Skirden Beck ist ein Wasserlauf in Lancashire, England. Er entsteht aus dem Zusammenfluss von New Gill Beck und Grunsagill Beck. Er fließt in südlicher Richtung, nimmt den Holden Beck, den Bier Beck und den Kirk Beck auf und mündet südlich von Bolton-by-Bowland von rechts in den River Ribble.